# Idioma huzhu
La lengua huzhu, también conocida como monguor, mongghul o mangghuer, es una lengua mongólica hablada por aproximadamente 150 000 personas en el noroeste de la provincia Qinghai, China. La lengua ha tenido una fuerte influencia de las lenguas chinas y tibetanas circundantes del área de convergencia lingüística Qinghai-Gansu. La lengua comparte las características típicas de las familias mongólicas: es una lengua aglutinante, exclusivamente sufijante con un orden básico SOV. 
La fonología de la lengua guarda cierto parecido con las lenguas siníticas que la rodean. Sin embargo, el monguor mantiene un sistema de estrés lingüístico en lugar del sistema de tonos típico de las lenguas chinas.

## Clasificación
La lengua monguor o huzhu es considerado como parte de la familia de lenguas mongólicas, tanto en el modelo de filiación genética desarrollado por Binnick, como en el modelo desarrollado por académicos de la Unión Soviética. Esta clasificación también coincide con el propuesto por lingüistas que trabajan en China y se refieren a la lengua como Tuzuyu (土族语).
Los lingüistas chinos identifican dos dialectos que se hablan en diferentes locaciones. El huzhu hablado en Huzhou, Ledu y Tianshui pertenecería a un dialecto, mientras que la lengua hablada en Minhe pertenece a otro. 
Las diferencias entre ambos dialectos son muy marcadas y los hablantes nativos reportan ser incapaces de comunicarse entre ellos sin utilizar el chino. Sin embargo, por razones socioculturales ambas variantes son consideradas una misma lengua. Esta caracterización de ambas variantes como una misma lengua se ha realizado desde la dinastía Ming. Sin embargo, los argumentos para calificarlas como variantes dialectales de una misma lengua no suelen ser lingüísticos. Existe poca documentación sobre el grupo monguor de Minhe y hasta el momento las comparaciones han sido difíciles de realizar. Se calcula que cerca de 35 000 personas habla la variante de Minhe, también conocida como mangghuer. Las diferencias entre ambos dialectos son suficientes para considerarlos lenguas distintas, como se ha propuesto desde 1952.

## Fonología
El huzhu tiene cinco vocales: /a, e, i, o, u/. Las consonantes de la lengua son:
|              |              | Bilabial | Labiodental | Alveolar | Retroflexa | Alveolo-palatal | Palatal | Velar | Uvular |
| ------------ | ------------ | -------- | ----------- | -------- | ---------- | --------------- | ------- | ----- | ------ |
| Oclusiva     | Sorda        | p        |             | t        |            |                 |         | k     |        |
| Oclusiva     | Sonora       | b        |             | d        |            |                 |         | ɡ     | ɢ      |
| Africadas    | Sorda        |          |             | t͡s       | ʈ͡ʂ         | t͡ɕ              |         |       |        |
| Africadas    | Sonora       |          |             | d͡z       | ɖ͡ʐ         | d͡ʑ              |         |       |        |
| Fricativas   | Fricativas   |          | f           | s        | ʂ          | ɕ               |         | x     |        |
| Nasales      | Nasales      | m        |             | n        |            |                 |         | ŋ     |        |
| Aproximantes | Aproximantes |          |             | l        |            |                 | j       | w     |        |
| Vibrantes    | Vibrantes    |          |             | r        |            |                 |         |       |        |

## Numerales
Los numerales mongólicos son solo utilizados en el dialecto de Huzhu, mientras que los hablantes del dialecto de Minhe han cambiado a los numerales chinos.
| Numerales | Mongol clásico | Huzhu    |
| --------- | -------------- | -------- |
| 1         | nigen          | nige     |
| 2         | qoyar          | ghoori   |
| 3         | ghurban        | ghuran   |
| 4         | dörben         | deeran   |
| 5         | tabun          | tawun    |
| 6         | jirghughan     | jirighun |
| 7         | dologhan       | duluun   |
| 8         | naiman         | niiman   |
| 9         | yisün          | shdzin   |
| 10        | arban          | haran    |